# سمير خنياب
سمير خنياب هو ملاكم عراقي. شارك في الألعاب الأولمبية الصيفية عام 1980 والألعاب الأولمبية الصيفية عام 1984. في دورة الألعاب الأولمبية الصيفية لعام 1984، خسر أمام هيو راسل من أيرلندا.